# Франческо Лапареллі
 Франческо Лапареллі  або Франческо Лапареллі да Кортона (італ. Francesco Laparelli; 5 квітня 1521, Кортона — 20 жовтня 1570, Кандія, острів Крит) — італійський архітектор і військовий інженер 16 ст., учень Мікеланджело Буонарроті. Містобудівничий Валетти на острові Мальта.

## Життєпис
Народився в місті Кортона в забезпеченій родині. З юнацтва навчався малюванню. Виявив здібності в математиці і його почали готувати до фаху військового фортифікатора і архітектора. Вивчав твори Евкліда та Вітрувія.
Роки опанування освіти припали на військовий конфлікт між містами Флоренція та Сієна. У місто Кортона прибув архітектор і фортифікатор Габріо Себреллоні (1509—1580), аби інспектувати фортецю міста і зміцнити її на випадок військових дій. Габріо Себреллоні познайомили із здібним молодиком, що згодом відіграло важливу роль у долі Франческо Лапареллі.
Родина Себреллоні була відома в Римі. Папа римський Пій IV 1560 року викликав у Рим Франческо Себреллоні та його брата Габріо, для фортифікаторів було завданням зміцнити фортецю міста Чівіттавекья. Через рік вони працювали над фортечними мурами Ватикана. 1565 року Габріо Себреллоні працював над зміцненням бастіонів замку Святого Ангела, головної фортеці і резиденції римських пап у Римі.
Фортифікатор і математик, Франческо Лапареллі був залучений до побудови собору Святого Петра і був у команді Мікеланджело Буонарроті. Він був серед тих, хто обчислював головний купол собору.

## Відрядження на Мальту

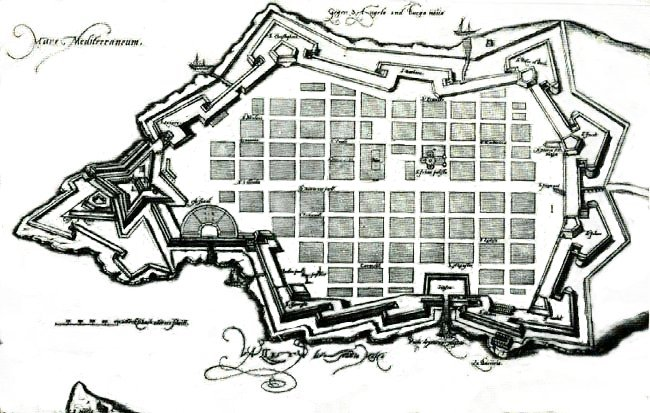
План міста Валетта, 1582 р.

Драматичною подією тих часів була навала османів на острів Мальта і руйнація давнього форту св. Ельма. Османські війська штурмували Мальту чотири місці і відступили у вересні 1565 р. Але лицарям вдалося встояти, незважаючи на втрати і руйнації.
Великий Магістр єрусалимських лицарів звернувся до папи римського з клопотанням надіслати обізнаного фортифікатора на Мальту, аби відбудувати форт. Папа римський надіслав Франческо Лапареллі, що разом із керівництвом лицарів інспектував руїни. Архітектор-фортифікатор прибув на острів у грудні 1565 року. Частку грошей на відбудову фортів надав папа римський. Але цих грошей не вистачало. Керівництво лицарів звернулось про фінансову допомогу до низки християнських королів із проханням надіслати гроші, у разі відмови погрожували взагалі покинути Мальту. Важливе стратегічне значення острова розуміли всі, а його втрата не входила в розрахунки на тлі постійного протистояння католиків з турками-мусульманами, тому необхідні гроші надійшли. Вже в березні 1566 року будівництво продовжили.
Товариство військових фахівців дійшло висновку, що руйнації надзвичайні і запропонувало відбудувати три форти наново, а водночас вибудувати нове кам'яне місто на березі затоки. План-проект нового міста доручили створити папському архітекторові.
Для Франческо Лапареллі відкрились нечасті о ту пору шанси вибудувати нове місце на порожньому місці. Він використав систему прямокутних кварталів, як в ідеальному місті, котрим так опікувались італійські теоретики архітектури. Водночас він врахував панівні вітри, котрі обдували квартали нового міста і створювали натуральну вентиляцію. За назву нового міста узяли прізвище тодішнього Великого Магістра Жана де ла Валетта (1494—1568).
За його проєктом була побудована також Міська брама (Валлетта).
Побачити повно вибудоване місто за власним проектом архітектор не встиг. Справу продовжив його учень і помічник архітектор Джироламо Кассар (близько 1520 — до 1592). Франческо Лапареллі покинув Мальту 1569 року з дорученням інспектувати інші фортеці християн. Він помер 1570 року від якоїсь хвороби, яка перебігала з гарячкою, на острові Крит у віці 49 років.

## Галерея

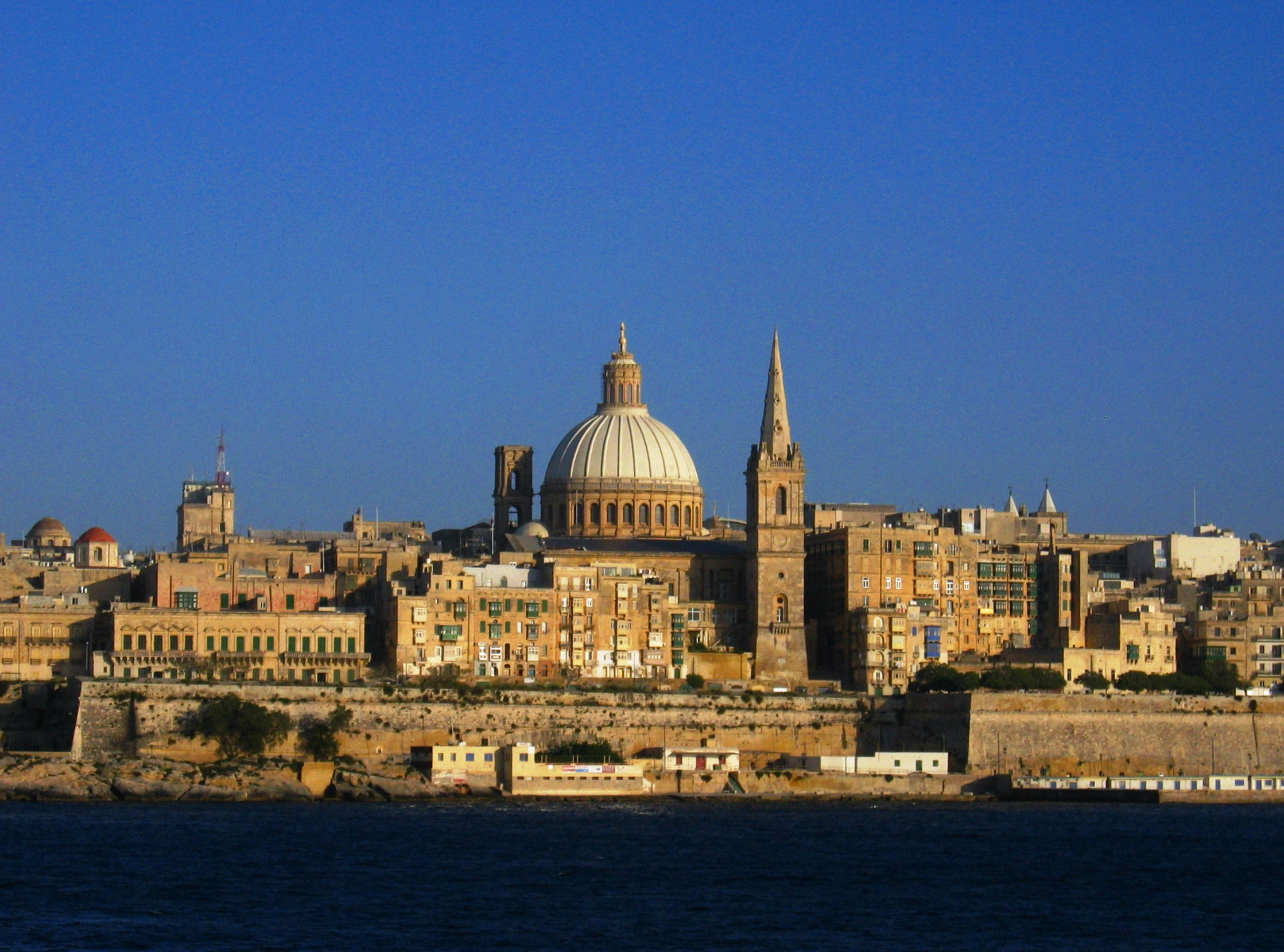
Арх. Франческо Лапареллі. Валетта з моря

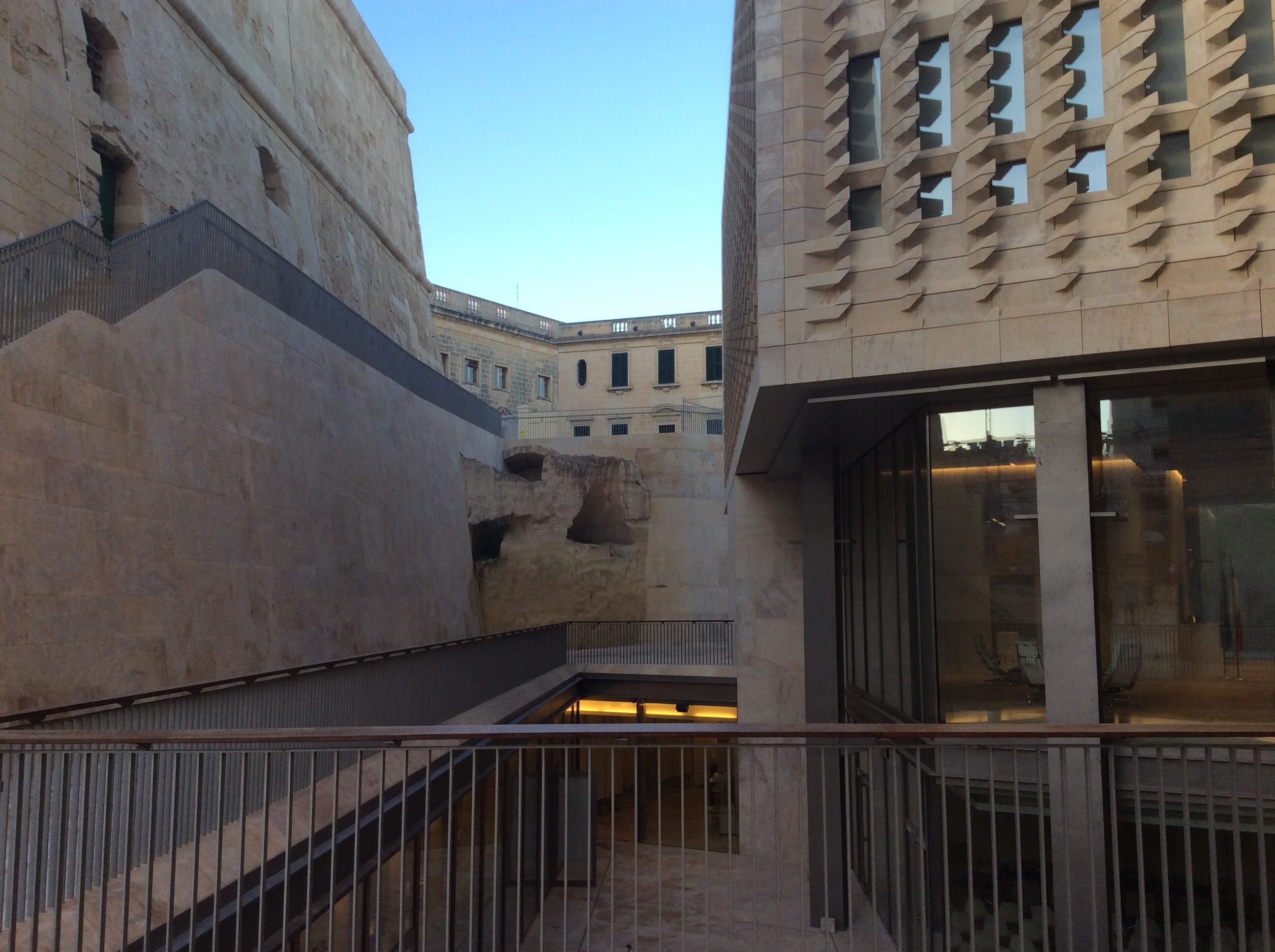
Сучасна споруда парламенту Мальти
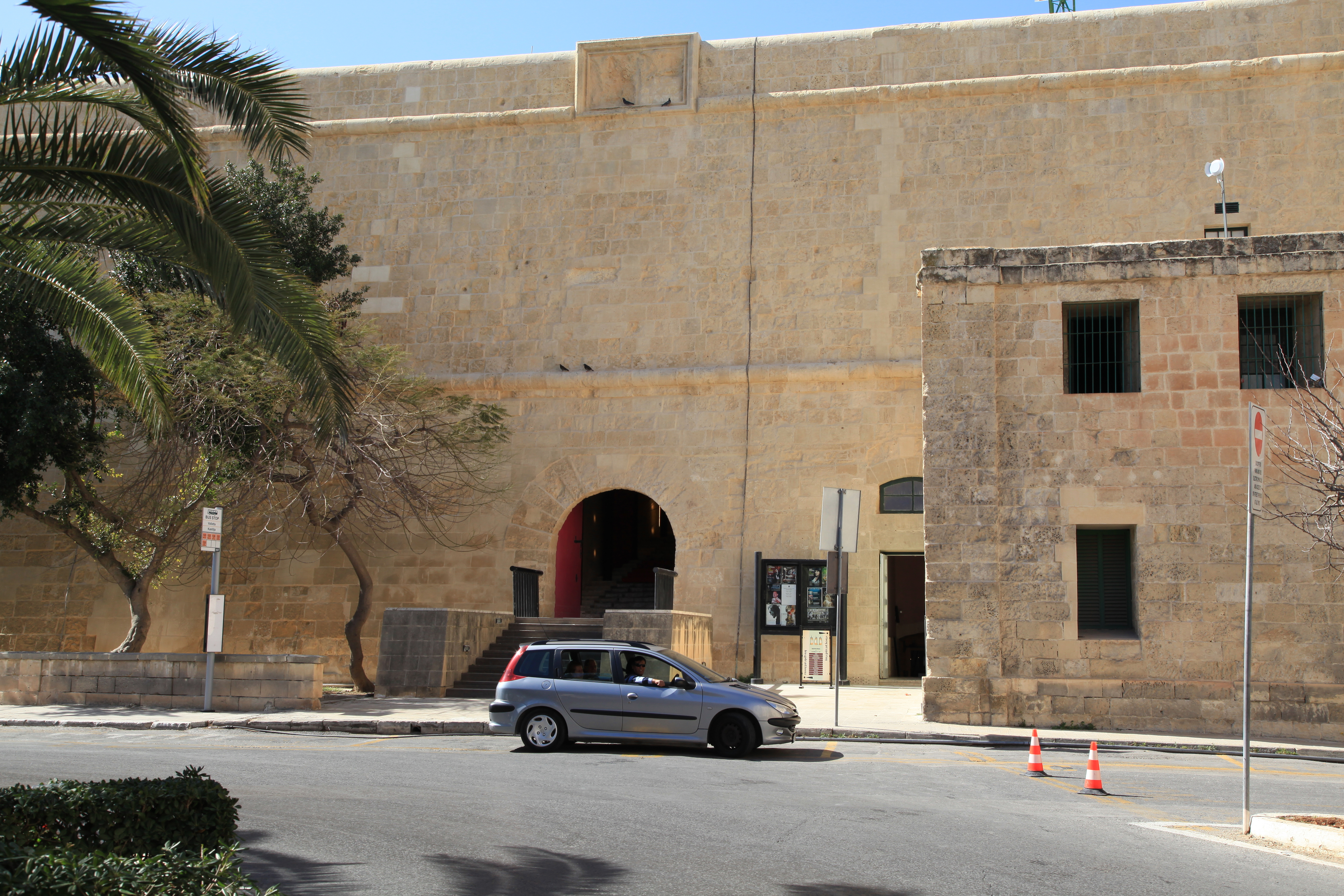
Форт св. Ельма
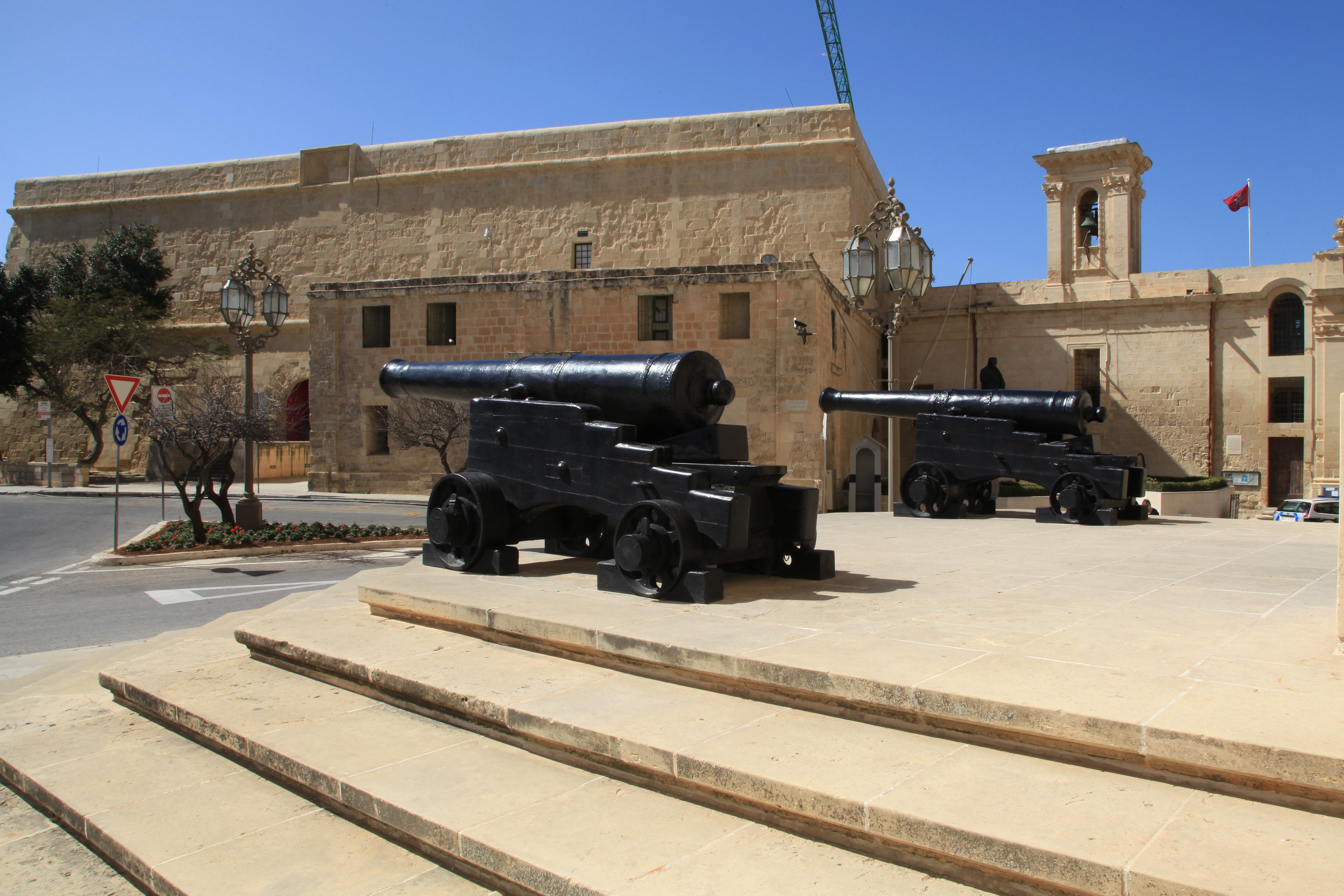
Фортечна площа, фото 2014 р.